# Porta Salaria

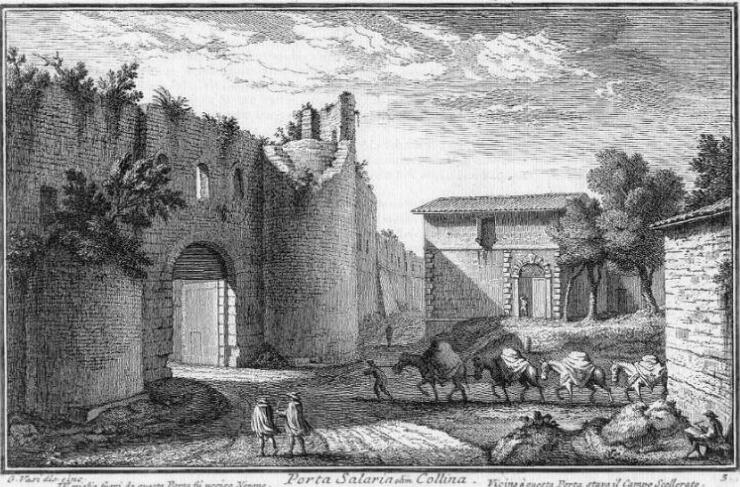
Porta Salaria într-o gravură a lui Giuseppe Vasi (secolul al XVIII-lea).

Porta Salaria a fost o poartă din zidul lui Aurelian al Romei. Poarta a fost deteriorată de trupele italiene în 1870 și complet demolată în 1921.

## Istoria

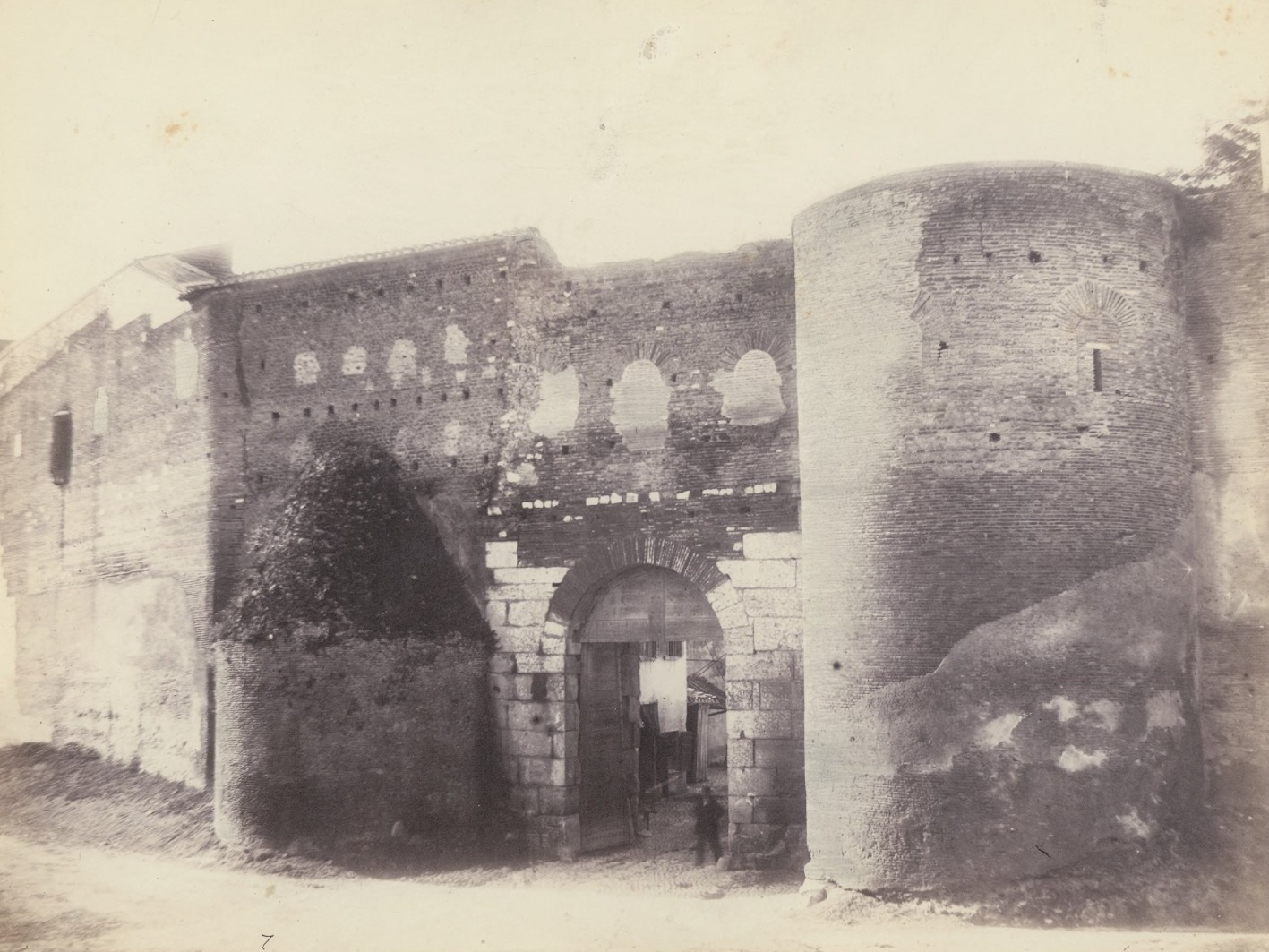
Porta Salaria înainte demolării sale din 1871.

Porta Salaria a fost o parte a zidului lui Aurelian construit de împăratul Aurelian în secolul al III-lea, inclusiv în construcții pre-existente, în scopul de a grăbi lucrările. Poarta avea un singur pasaj și a fost flancată de două turnuri semicirculare. Horti Sallustiani erau situate în orașul în aproprierea poartei.
În timpul restaurării împăratului Honorius din secolul al V-lea, arcul a fost consolidat în opus mixtum, și peste ea au fost deschise trei ferestre mari.
Regele vizigot Alaric I a intrat în Roma pe această poartă, începând celebrul jaf al Romei din anul 410. În 537 zona dintre Porta Salaria și Castro Pretorio a fost locul de asediu a regelui ostrogot Witiges împotriva trupelor lui Belizarie.
În Evul Mediu, spre deosebire de alte porți ale orașului, Porta Salaria nu a primit un nume creștin.
Pe 20 septembrie 1870 o parte a zidului lui Aurelian, între Porta Salaria și Porta Pia, a fost deteriorată de artileria trupelor italiene, în operațiunea de ocupare a Romei. În anul următor Porta Salaria a fost demolată parțial. 
În 1873 a fost reconstruită sub comanda arhitectului Virginio Vespignani.
Cu toate acestea, în 1921, Porta Salaria a fost din nou demolată, pentru a facilita traficul rutier. Zona este acum ocupată de Piazza Fiume („Piața Fiume”).